# 马沃莱
马沃莱（Mawlai），是印度梅加拉亚邦东卡西丘陵县的一个城镇。总人口38241（2001年）。

## 人口
该地2001年总人口38241人，其中男性18411人，女性19830人；0—6岁人口6290人，其中男3156人，女3134人；识字率73.00%，其中男性为74.42%，女性为71.69%。